# 勒奥瓦尔德
勒奥瓦尔德（法語：Le Hohwald，法語發音：[lə ovald]）是法国下莱茵省的一个市镇，属于塞莱斯塔-埃尔什泰因区。

## 地理
勒奥瓦尔德（48°24'16"N, 7°19'46"E）面积20.84 平方千米，位于法国大東部大區下莱茵省，该省份为法国大陆部分最东部的省份，是阿尔萨斯的一部分，今与上莱茵省组成了阿尔萨斯欧洲集体，其南至上莱茵省，西南接孚日省和默尔特-摩泽尔省，西接摩泽尔省，北与德国接壤，东侧沿莱茵河与德国相望。
与勒奥瓦尔德接壤的市镇（或旧市镇、城区）包括：奥特罗特、昂德洛、阿尔贝、巴尔、贝勒福斯、贝尔蒙、布雷唐巴克。
勒奥瓦尔德的时区为UTC+01:00、UTC+02:00（夏令时）。

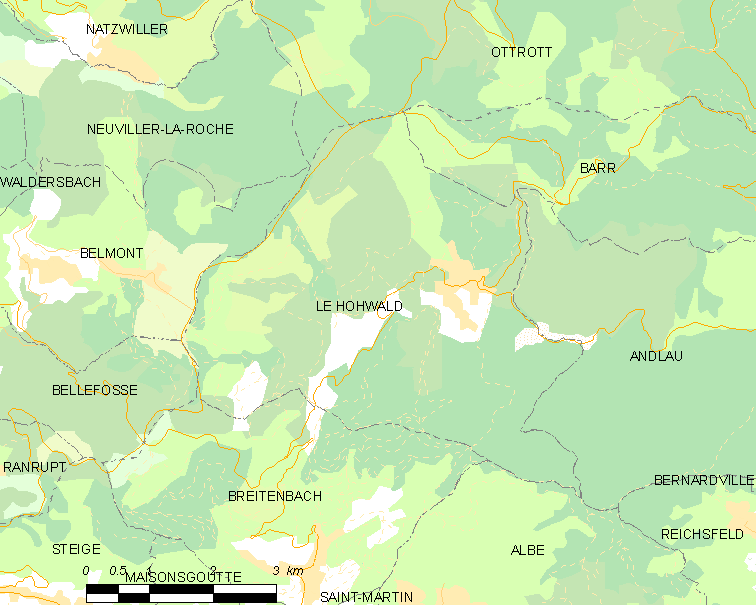
勒奥瓦尔德的OSM定位图

## 行政
勒奥瓦尔德的邮政编码为67140，INSEE市镇编码为67210。

## 政治
勒奥瓦尔德所属的省级选区为奥贝奈县。

## 人口

1962-2008年间勒奥瓦尔德人口变化图示

勒奥瓦尔德于2022年1月1日时的人口数量为512人。